# Њемча
Њемча (пољ. Niemcza) град је у Пољској у Војводству доњошлеском. По подацима из 2012. године број становника у месту је био 3123.

## Становништво
| 2012. |
| ----- |
| 3.123 |